# Aphaenogaster muelleriana
Aphaenogaster muelleriana é uma espécie de inseto do gênero Aphaenogaster, pertencente à família Formicidae.